# گوشت‌خواران کالیفرنیا
گوشت‌خواران کالیفرنیا (انگلیسی: California Carnivores)، یک نهالستان گیاهی در سباستوپول، کالیفرنیا در ایالات متحده است. گوشت‌خواران کالیفرنیا که متخصص در کشت گیاهان گوشت‌خوار است، با بیش از ۱۰۰۰ نوع گیاه وارداتی و ده‌ها گونه برای فروش در بخش خرده‌فروشی پرورشگاه، یکی از بزرگ‌ترین مجموعه‌های گیاهان گوشت‌خوار وارداتی در آمریکای شمالی و احتمالاً جهان را در خود جای داده است.

## مالک
گوشت‌خواران کالیفرنیا متعلق به باغبان پیتر داماتو (Peter D'Amato)، متخصص گیاهان گوشت‌خوار و نویسنده کتاب (The Savage Garden: Cultivating Carnivorous Plants) است. او این نهالستان را در کنار مالک مشترک و رئیس گیاه‌افزایی، دیمون کولینگزورث، اداره می‌کند. کولینگزورث همچنین تمامی عکس‌های موجود در نسخه اصلاح‌شده باغ وحشی را سرپرستی کرد.

## نمایش عمومی
گوشت‌خواران کالیفرنیا همچنین برای نمایشگاه‌های عمومی موقت و دائمی گیاهان گوشت‌خوار در موزه‌ها، باغ‌های گیاه‌شناسی و نمایشگاه‌های گیاهی مشاوره و گیاهان را ارائه می‌دهد. نمایشگاه‌های گیاهان گوشت‌خوار در باغ گیاه‌شناسی سن آنتونیو و کنسرواتوار گل‌های سانفرانسیسکو (Conservatory of Flowers)، گیاهانی را که توسط گوشت‌خواران کالیفرنیا رشد کرده و ارائه می‌کنند، در نمایشگاه‌های خود نشان می‌دهند.